# كرة نطاطة
الكرة النطاطة أو الكرة المطاطية، لعبة على هيئة كرة كروية، عادة ما تكون صغيرة نسبيا، مصنوعة من مادة مرنة تسمح لها بالارتداد عند الاصطدام بالأسطح الصلبة نتيجة لاحتفاظها بزخمها والكثير من طاقتها الحركية (في حالة تم إسقاطها، يتم تحويل جزء كبير من طاقتها الكامنة إلى طاقة حركية).

## السبالدين
الكرات المطاطية الصلبة مثل السبالدين، مقاربة لحجم كرة التنس وغالبا ما تكون باللون الوردي. بدأت عملية التصنيع في ثلاثينيات القرن العشرين وما زالت مستمرة حتى القرن الحادي والعشرين. ساهمت تلك الكرة في تطوير ألعاب الشوارع الأمريكية مثل لعبة ستيكبول. صنعت شركات أخرى كرات مماثلة مثل بينسي بينكي.

## الكرات الخارقة

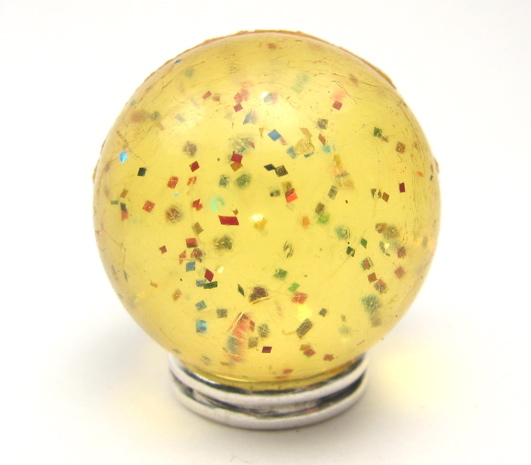
كرة خارقة

الكرة الخارقة أو كرة القوة هي كرة نطاطية مصنعه من مطاط صناعي (في الغالب من خليط من المطاط الصناعي بوليبوداتين صلب يسمى زيكترون) تم اختراعها في عام 1964 والذي يتميز بمعامل أعلى للارتداد (0.92) وبذلك فهي أكبر من الكرات القديمة مثل السبالدين في معامل الارتداد ولكن أصغر حجما. إنه يتم إسقاط الكرة من ارتفاع معتدل على سطح مستوٍ صلب، فإنه سيرتد تقريبا إلى نفس المسافة.
تم بيع الكرات للمرة الأولى من قبل شركة لعبة واهام أو للألعاب تحت اسم الكرات الخارقة والتي ما زالت تحمل علامتها التجارية حتى الآن.

## كرات أخرى
سكاي بول، كرة نطاطية مجوفة متوسطة الحجم مملوءة بمزيج من الهيليوم والهواء المضغوط. تدعي الشركة المصنعة أن تلك الكرات تتمتع بخصائص ارتداد جيدة بشكل خاص. أما كرات نيرف والتي تم تقديمها في عام 1970 صغيرة الحجم أيضا لكنها تتمتع بمعامل رد فعل أقل.
تقدم العديد من الشركات كرات مماثلة في الحجم والتكوين لسبالدين لكنها تتميز بمجموعة كبيرة من التصاميم (مثل نمط البيسبول وأنماط كرة السلة المصغرة وكرة القدم وما إلى ذلك).
بسبب التكلفة المنخفضة لكل وحدة، تستخدم كرات النطاط مع شعارات أو تصميمات أخرى كبضائع ترويجية. يمكن أن تصدر هذه الكرات ضوءا إما عن طريق التفاعلات الكيميائية أو المصابيح التي تعمل بالحركة وتسمى تلك الكرات بالكرات المتوهجة.
عادة ما تكون الكرات المكونة من الأشرطة المطاطية أو الكرات النطاطية المصنوعة من البوراكس، والغراء ونش الذرة محلية الصنع. غالبا ما تستخدم كرات نطاط في ألعاب الخفة.